# Tibor Tolnai
Tibor Tolnai (* 23. September 1964) ist ein ungarischer Schach-Großmeister und Pokerspieler.

## Schach
Tolnai erhielt im Jahr 1990 den Großmeistertitel. 
Tolnai siegte oder belegte vordere Plätze in mehreren Turnieren: I. Platz beim Open in Dortmund (1987), II.-V. Platz Naleczów (1987), I. Platz Dortmund B (1988), I. Platz Dortmund A (1989), I. Platz Kecskemét (1990), II. Platz Pirc-Memorial Maribor (1993), II-III. Platz FS08 GM Budapest (1993), II-III. Platz FS03 GM Budapest (1996), I-III. Platz FS04 GM Budapest (2000).
Tolnais Elo-Zahl beträgt 2442 (Stand: Juli 2018), im Januar 1998 erreichte er seine höchste Elo-Zahl von 2560.

### Nationalmannschaft
Mit der ungarischen Nationalmannschaft nahm Tolnai an der Schacholympiade 1990, der Mannschaftsweltmeisterschaft 1989 und den Mannschaftseuropameisterschaften 1989 und 1992 (in der zweiten Mannschaft) teil.

### Vereine
In Ungarn gehörte Tolnai viele Jahre fast durchgehend dem Verein Honvéd Budapest an, mit dem er auch fünfmal am European Club Cup teilnahm und 1993 den zweiten Platz erreichte. Von 2004 bis 2006 spielte er für Láng Vasas Sportkör, in der Saison 2016/17 tritt er für Lila Futó-Hóbagoly SE an. In der österreichischen Staatsliga A spielte Tolnai von 1992 bis 1996 für den SK Fürstenfeld.

## Poker
Tolnai ist auch als Pokerspieler aktiv. Er gewann 1996 in Baden die Poker-Europameisterschaft der Variante Seven Card Stud. Seine Turnierpreisgelder belaufen sich auf mehr als 400.000 US-Dollar, womit er auf Platz 21 der erfolgreichsten ungarischen Pokerspieler steht.

## Persönliches
Tolnai ist mit der Frauengroßmeisterin Mónika Grábics verheiratet.